# Résultats électoraux du carlisme pendant la Restauration

Régions et provinces d'Espagne à partir de 1833.

Une fois la troisième guerre carliste terminée, le carlisme vaincu, qui jusqu'alors s'était manifesté essentiellement comme un mouvement insurrectionnel, participa au régime de la Restauration (1875-1923) à travers son système électoral, réorientant ses forces depuis l'action militaire vers la recherche d'influence politique et les campagnes dans les médias, jusqu'à la dictature de Primo de Rivera, qui mit fin au régime constitutionnel.
Les élections au Congrès des députés furent le principal vecteur de la mobilisation politique du mouvement. En dépit d'une minorité carliste aux Cortes toujours marginale et d'un impact à l'échelle nationale négligeable, les campagnes électorales permirent de soutenir le parti jusqu'à ce qu'il retrouve un certain élan sous la Seconde République.

## Système électoral

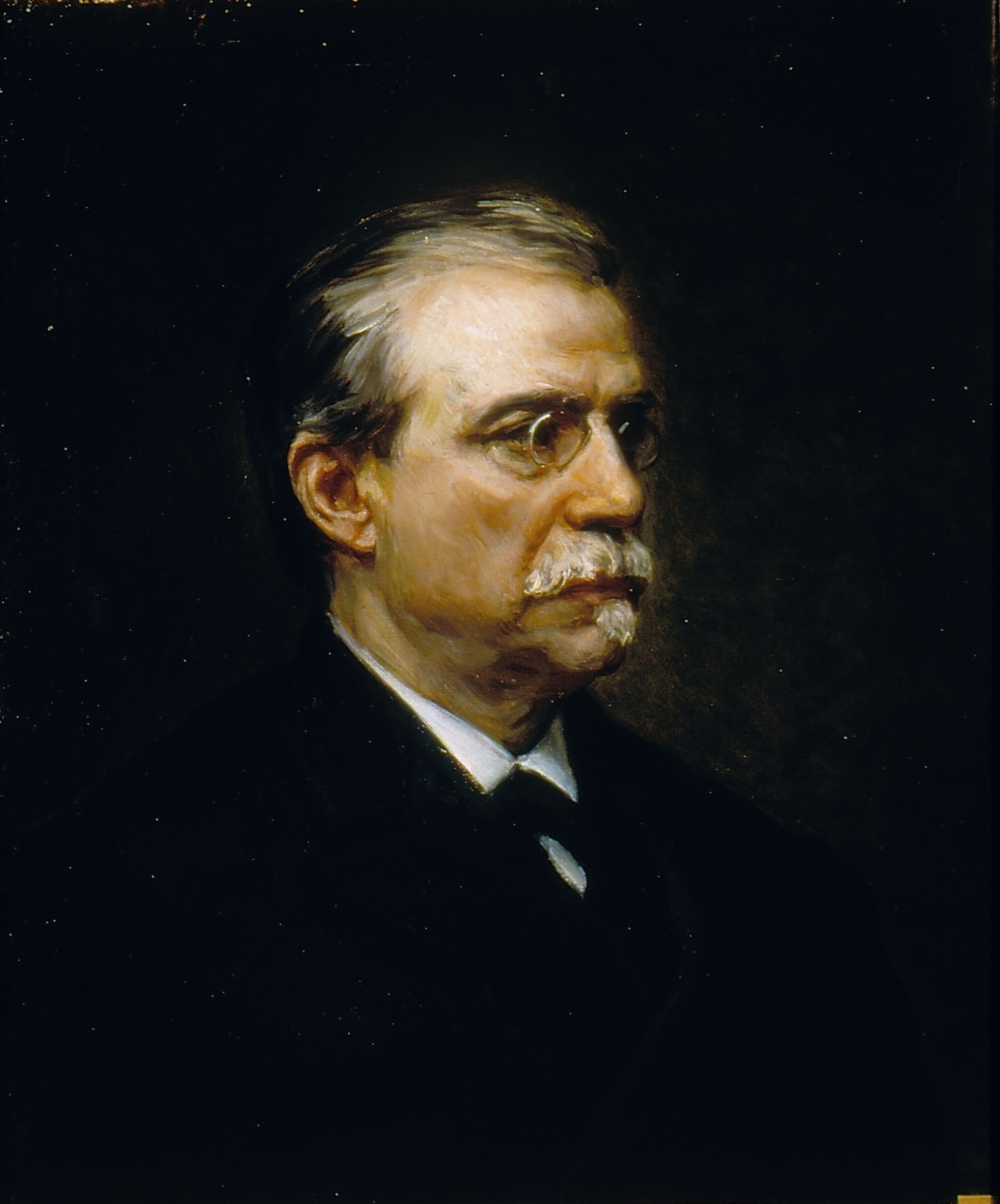
Antonio Cánovas, l'architecte du turnismo.

Le système électoral espagnol de la période Restauración prévoyait qu'un député devait représenter environ 50 000 habitants. La chambre basse et seule chambre entièrement élue du pouvoir législatif, le Congrès, était composée d'environ 400 députés. Les circonscriptions électorales correspondaient territorialement à peu près aux districts judiciaires existants, malgré certaines différences locales mineures. Les districts se répartissaient en deux catégories : 279 districts ruraux uninominaux d'une part, et 88 circonscriptions plurinominales d'autre part, dont le nombre de députés différait selon le nombre d'habitants ; dans ces dernières, un électeur avait le droit de choisir plus d'un candidat. Dans les deux types de circonscriptions, les mandats étaient attribués selon le système uninominal majoritaire à un tour  Même si les districts formaient des provinces et que les provinces faisaient partie de régions plus larges, aucun de ces deux types de divisions ne jouait de rôle dans le processus électoral.
Jusqu'aux élections de 1886, les électeurs éligibles étaient des citoyens espagnols de plus de 25 ans ayant une situation matérielle appropriée, c'est-à-dire ceux qui payaient une cotisation annuelle connue sous le nom de « contribution territoriale » dans les zones rurales ou de « subvention (subsidio) industrielle » dans le cas des résidents urbains. À partir des élections générales de 1891 fut adopté le suffrage universel masculin et le droit de vote fut accordé à tous les individus masculins âgés de plus de 25 ans, ce qui augmenta le nombre d'électeurs potentiels de 0,8 million à 4,8 millions, ce dernier chiffre correspondant à 27 % de la population totale. Les élections espagnoles de la Restauration furent fondamentalement marquées par deux phénomènes : le  turnismo et le caciquisme. Le turno consistait en une alternance au pouvoir des deux partis « dynastiques », le  Parti conservateur et le Parti libéral. À chaque changement de camp du gouvernement, celui-ci organisait des élections de sorte à s'assurer une majorité parlementaire confortable, objectif atteint grâce à une large gamme de manipulations et de fraudes connues sous le nom générique de pucherazo et le recours au caciquisme, basé sur l'influence des réseaux de chefs de partis locaux. L'efficacité des deux mécanismes diminua au fil du temps et varia à travers le pays ; les zones rurales étaient généralement plus sujettes à la fraude électorale. Le carlisme fonctionnait en marge du système, privé des privilèges dont jouissaient les deux partis turnistas ; bien qu'il y eût quelques chefs carlistes locaux ou même des « dynasties familiales », en général, le caciquisme joua contre la fortune du carlisme.

## Aperçu général des résultats
| Votes carlistes |                       |       |                  |
| année           | votes recueillis      | année | votes recueillis |
| 1879            | 536                   | 1903  | 44 846           |
| 1881            | 2 197                 | 1905  | 29 752           |
| 1884            | (abstention du parti) | 1907  | 87 923           |
| 1886            | 456                   | 1910  | 69 938           |
| 1891            | 24 549                | 1914  | 52 563           |
| 1893            | 45 617                | 1916  | 69 938           |
| 1896            | 43 286                | 1918  | 90 122           |
| 1898            | 40 481                | 1919  | 90 423           |
| 1899            | 11 915                | 1920  | 70 075           |
| 1901            | 45 576                | 1923  | 52 421           |

Au cours de la période 1879-1923, les élections générales furent convoquées à 20 reprises, pour un total cumulé de 8048 mandats disponibles. Toutes branches du traditionalisme confondues – carlistes/ jaïmistes, intégristes, mellistes et candidats indépendants – obtinrent 145 mandats, soit 1,8% du total. Ce score place les traditionalistes loin derrière les deux partis du turno qui, en incluant leurs différentes factions et groupes apparentés cumulèrent 3 500 mandats chacun. Les résultats des traditionalistes sont également bien inférieurs à ceux de divers partis et alliances électorales généralement très éphémères génériquement qualifiés de républicain-démocrates, qui remportèrent environ 500 sièges. Le traditionalisme arrive ainsi en quatrième position, derrière les conservateurs, les libéraux et les républicains. Globalement, il remporta plus de sièges que des partis qui gagnèrent en dynamisme au XXe siècle : nationalistes catalans et basques, et socialistes.
Le recours massif à la fraude électorale — les procès verbaux étant très fréquemment falsifiés et le taux de participation officiel, lorsqu'il était communiqué, n'étant pas considéré comme fiable — rend difficile l'évaluation de la performance électorale réelle du secteur traditionaliste pendant la Restauration.
Dans les années 1890, le nombre total de voix obtenues par les députés traditionalistes dans chaque campagne oscillait autour de 40 000, mais si l'on souhaite également inclure les voix obtenues par les candidats finalement pas autorisés, le nombre d'électeurs favorables était probablement plus proche de 50 000, soit environ 1,7 % de l'électorat actif. Au XXe siècle, le nombre total de voix obtenues par les traditionalistes victorieux lors de chaque campagne était en moyenne d'environ 65 000. En 1907, 1918 et 1919, ce chiffre était plutôt d'environ 90 000 , ce qui suggère qu'il aurait pu y avoir au mieux environ 100 000 personnes votant pour le traditionalisme, soit environ 4 % de l'électorat actif. Malgré ce bilan modeste, au début des années 1920, l'électorat traditionaliste était de loin plus important que celui des socialistes, car jusqu'à l'avènement de la dictature de Primo de Rivera, le PSOE n'avait pas réussi à attirer plus de 40 000 électeurs.

## Périodisation
À l'échelle nationale, la position des carlistes au parlement subit peu de changements tout au long de la Restauración : le groupe formait une minorité secondaire et n'était en aucun cas en mesure d'influencer le cours de la politique nationale. Seuls ses orateurs les plus éloquents parvenaient parfois à être remarqués. Toutefois, la situation observée depuis l'optique du mouvement carliste révèle d'importantes variations dans sa représentation au Parlement, le nombre de sièges oscillant entre 1 et 16. Les fluctuations électorales du carlisme découlent largement de ses résultats variables en Navarre. Dans les autres régions, son potentiel resta plutôt constant, puisque les provinces basques (ou Vascongadas) élisaient 2 à 3 députés, la Catalogne (sauf en 1907) 1 à 2 députés et la Vieille-Castille 1 député. En fonction du nombre de députés carlistes présents, la période de la Restauration peut être divisée en 4 sous-périodes.

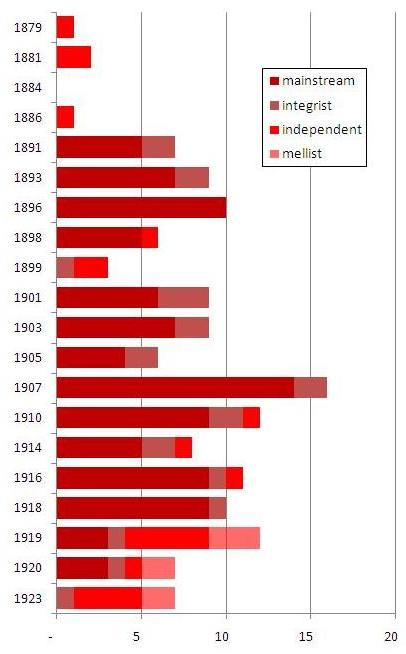
Députés traditionalistes durant la Restauration.

Durant les années 1879-1891 les députés carlistes furent peu nombreux, réussissant seulement à titre individuel - le premier fut le baron de Sangarrén en 1879 - puisque officiellement le parti ne participait pas aux élections. À la suite de sa défaite dans la troisième guerre carliste, le mouvement subit une vague de répressions, : des titres de presse furent suspendus, des cercles fermés, des biens expropriés et des partisans exilés ; ce n'est que progressivement que le carlisme reconstruisit ses infrastructures. La reprise fut entravée par les tensions croissante entre le prétendant « Charles VII » et le père et le fils Nocedal, débouchant sur le schisme intégriste de 1888. En conséquence, jusqu'en 1891, il n'y eut que des députés uniques élus dans le Guipuscoa, en Alava et en Biscaye, même s'il y eut aussi des cas de candidats d'autres partis élus avec le soutien  des carlistes,. Le carlisme dominait toutefois les élections locales dans certaines provinces, particulièrement dans les Vascongadas — aux élections de 1880 les carlistes remportèrent 53 % des voix dans le Guipuscoa, 42 % en Alava et 35% en Biscaye.
La scission des nocedalistes conduisit à une politique électorale plus agressive à cause de la concurrence entre intégristes et carlistes traditionnels. La lutte fut particulièrement âpre dans le district d'Azpeitia, où le chef de file de l'intégrisme Ramón Nocedal affrontait habituellement le leader carliste guipuscoan Tirso de Olazábal. 1891 marque la première campagne officielle du carlisme de la Restauration : 33 candidats officiels furent présentés dans 11 regions — Catalogne (8), Valence (4), Vieille-Castille (5), Navarre (4), Nouvelle-Castille (3), Vascongadas (3), Aragon (2), Estrémadure (1), Andalousie (1), León (1) et Baléares (1) —. En 1893 le carlisme ne concourut que dans 7 régions — Catalogne (7), Valence (5), Navarre (5), Vascongadas (4), Baléares (1), Nouvelle-Castille (1) et Andalousie (1) —. Manifestant une vive hostilité mutuelle, les deux groupes considérèrent les ennemis traditionnels du carlisme traditionnels comme un moindre mal acceptable ; le prétendant et Ramón Nocedal demandèrent tous deux à leurs partisans respectifs de rechercher une alliance, même avec les libéraux, si cela pouvait signifier la défaite de l'autre camp. Cette approche commença à changer localement dans les dernières années du XIXe siècle : dans le Guipuscoa en 1899 Pradera fut élu grâce au soutien intégriste, tandis que les carlistes soutenaient en retour le candidat intégriste Juan de Olazábal ; au début du siècle suivant, les deux groupes étaient animés par une opposition commune aux nouvelles lois gouvernementales, en particulière l'anticléricale Ley del candado, qui prétendait lutter contre l'implantation et l'influence des ordres religieux. Néanmoins, entre 1891 et 1907, les deux branches combinées ne réussirent pas à rassembler plus de 10 députés par législature, le carlisme traditionnel remporta au total 44 mandats cumulés, l'intégrisme en remportant 12.
Sous l'influence de deux facteurs, la campagne de 1907 signifia le meilleur résultat pour le carlisme sous la Restauration : en Navarre, les deux branches traditionalistes remportèrent six sièges sur sept (celui restant étant concédé volontairement au Parti conservateur). En Catalogne, les carlistes rejoignirent la coalition régionale Solidaritat Catalana qui remporta la quasi-totalité des sièges attribués à la région (41 sur 44) et permettant au nombre de députés carlistes de passer de un ou deux habituellement à 6. Cette coalition s'effondra quelques années plus tard, mais combinée avec la croissance rapide, bien qu'éphémère, de la branche valencienne du mouvement — deux députés traditionalistes dans la période 1879-1914, et 8 en 1914-1920 —, à sa suprématie continue en Navarre et à un rapprochement avec les intégristes, elle permit au traditionalisme d'occuper 10 à 12 sièges aux élections législatives à la chambre basse des Cortes au cours de la plupart des législatures jusqu'en 1920 — 68 députés au cours des six campagnes de la période 1907-1919 ; 72 élus au cours des 14 autres campagnes de la Restauration —.
Les années 1920-l923, les dernières du Parlement constitutionnel, furent marquées par une marginalisation du carlisme. Une autre rupture au sein du mouvement, la sécession melliste, dévasta le mouvement, un grand nombre de dirigeants et de chefs régionaux rejoignant les dissidents. Dans le bastion traditionnel de Navarre, la politique d’alliances pragmatiques et ponctuelles — même avec les libéraux : après quelques défaites locales en décembre 1915, les jaïmistes scéllèrent un accord avec les mauristes et les libéraux aux élections partielles de la députation forale à Estella en février 1916 — déconcerta l’électorat et le carlisme perdit son emprise sur la province. Les nationalistes basque et catalan furent de plus en plus réticents à l'égard du carlisme. Finalement, la croissance de nouveaux rivaux, républicains et socialistes, commença à saper le soutien électoral dont jouissaient encore les carlistes dans les provinces du nord et de l'est. Lors de la dernière campagne de 1923, le prétendant « Jacques III » ordonna l'abstention, invoquant sa désillusion face à la démocratie corrompue,.

## Programme et alliances

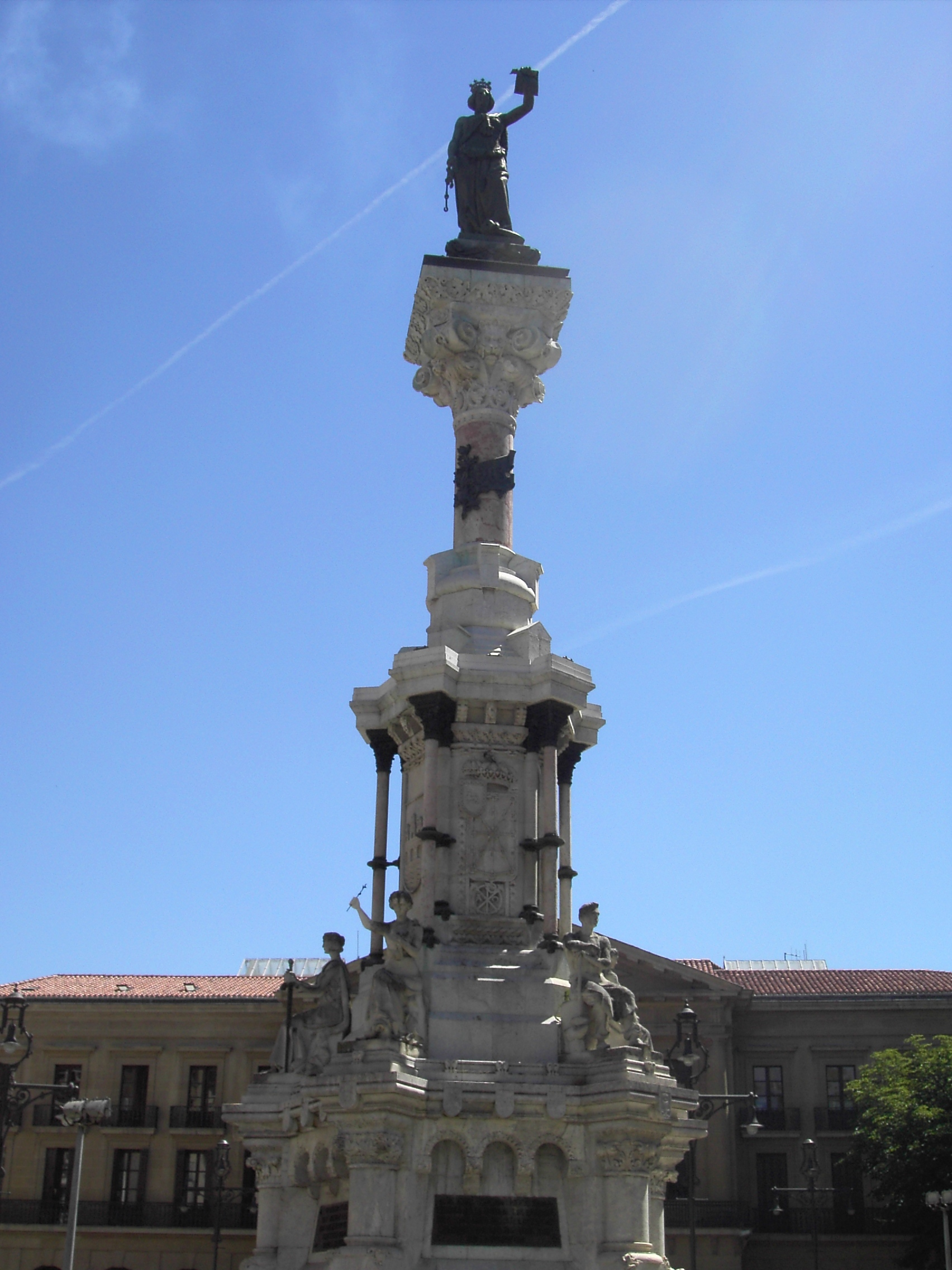
Monument aux fueros à Pampelune.

Au départ, les carlistes préféraient ne pas rivaliser sur un programme idéologique et se limitaient à affirmer que seul le traditionalisme serait un véritable représentant des intérêts locaux à Madrid. Les revendications forales étaient mises au premier plan : soutien aux fueristas dans les années 1880, aux alliances régionales locales dans les années 1890, à Solidaritat Catalana en 1907 ou à l'Alliance forale des années 1920. Cependant, ce soutien n’aboutit pas à une approbation claire de projets autonomistes pour le Pays basque, la Catalogne ou toute autre région, ce qui contribua à détériorer les relations avec les nationalistes infra-étatiques. Une autre trait typique de la propagande traditionaliste était la défense des droits dont jouissait l’Église catholique romaine et les références constantes aux valeurs chrétiennes. Les carlistes revendiquèrent auprès de la hiérarchie ecclésiastique d'être eux seuls reconnus comme candidats « catholiques » et critiquèrent l'octroi de cette qualité par des évêques même à des candidats libéraux. Les revendications dynastiques légitimistes étaient généralement cachées et le parti évitait de contester ouvertement la monarchie alphonsine.

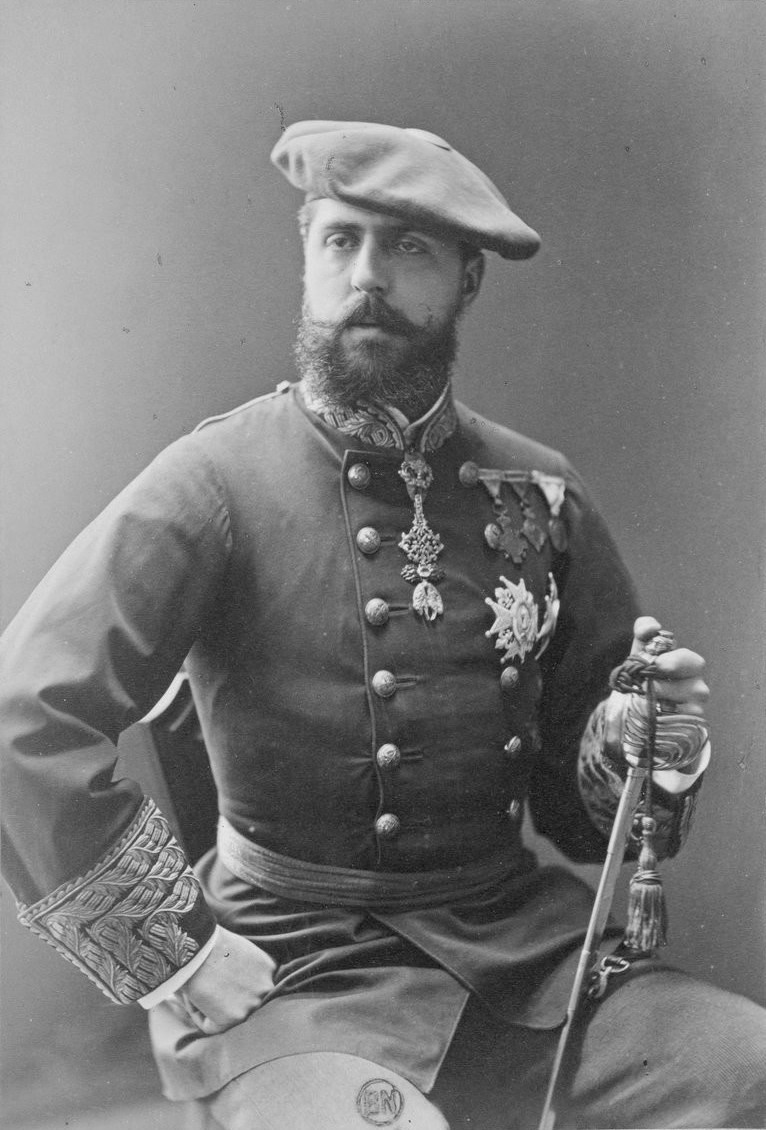
Le prétendant « Charles VII ».

À mesure que le turno dégénérait, au XXe siècle la propagande carliste se concentra de plus en plus sur la dénonciation de la corruption politique, présentée comme une conséquence inévitable du libéralisme. Les campagnes des candidats carlistes, toujours ultra-conservateurs et antidémocratiques, au tournant des siècles accentuèrent encore leurs traits réactionnaires et inclurent des appels de plus en plus fréquents à défendre les valeurs traditionnelles contre la « révolution rouge »Remírez de Ganuza López 1988, p. 366,. À la fin des années 1910 et au début des années 1920, alors que la politique carliste d’alliances tactiques battait son plein, ils mirent de côté ces thématiques pour se focaliser sur des questions pratiques. Ce furent alors les intégristes qui fustigèrent les jaïmistes pour leur alliance avec les libéraux ennemis. Enfin, les dernières années de la Restauration furent marquées par un rejet apparent du système politique et de la « farce parlementaire. »
Il n'y eut pas de système d'alliances carliste clair applicable pendant toute la période de la Restauration. Initialement, les partisans de « Charles VII » pouvaient, en s'abstenant de présenter leur propre candidat, apporter leur soutien à l'aile droite des conservateurs ,, aux groupes locaux centrés sur la défense des identités régionales ou avec les candidats catholiques indépendants. Les libéraux demeuraient leurs ennemis jurés.

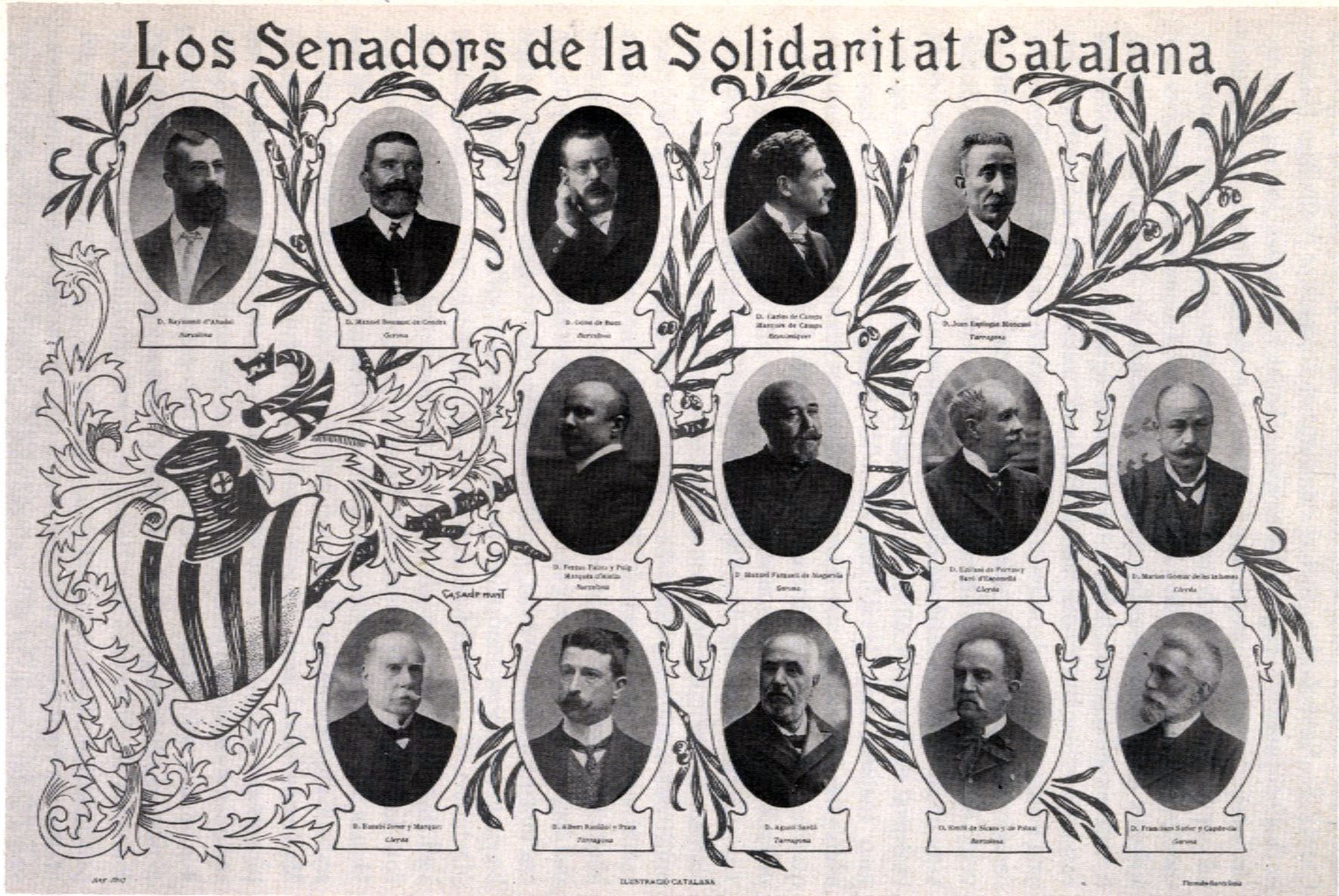
Sénateurs de Solidaritat Catalana.

La stratégie d'alliances changea après la scission de 1888 ; les deux groupes se considéraient comme leurs principaux ennemis et manifestaient ouvertement leur hostilité respective, soutenant parfois même les libéraux. L'inimitié laissa peu à peu la place à un rapprochement amorcé au début de 1899, d'abord localement dans le Guipuscoa (Remírez de Ganuza López 1988, p. 384) et plus tard à l'échelle nationale. Au début du XXe siècle, deux factions s'allièrent à nouveau contre les libéraux, notamment contre la Ley de Jurisdicciones, alliance encore renforcée par leur opposition commune à la Ley del candado. L'opposition aux gouvernements libéraux amena les carlistes à relativiser leur inimitié envers les républicains et leur réticence à l'égard du catalanisme ; l'accès à Solidaritat Catalana permit d'obtenir le plus grand contingent parlementaire carliste en 1907 ; la coalition ne perdura que quelques années mais fit quelques émules ailleurs, comme en Galice ou dans les Asturies, avec un succès modéré. Les alliances provinciales sous un large spectre monarchiste-catholique-régionaliste se poursuivirent jusque vers 1915, conclues principalement avec des intégristes, des mauristes et des candidats indépendants, bien qu'il y eût également des escarmouches entre de petites factions traditionalistes locales. Les dernières années de la Restauration furent marquées par la mise au point d'alliances tactiques cruciales du carlisme traditionnel, y compris avec des libéraux, et des nationalistes, aux dépens des intégristes. Enfin, la scission mellisme divisa le carlisme dans la toute dernière période du régime.

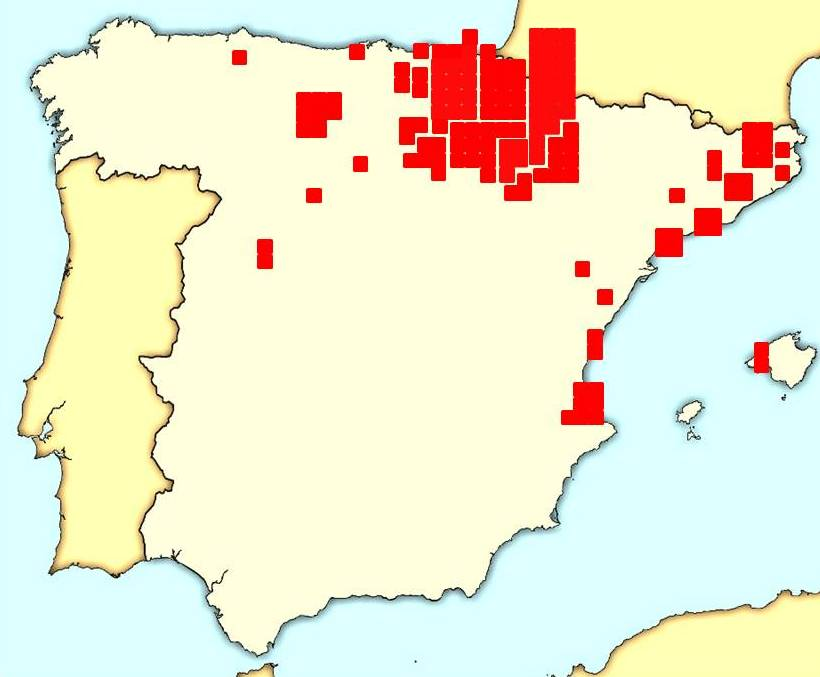
Géographie des députés carlistes.

## Géographie
| districts avec une forte présence carliste |                                |        |
|                                            | district                       | succès |
|                                            | Azpeitia (Guipuscoa)           | 85%    |
|                                            | Tolosa (Guipuscoa)             | 65%    |
|                                            | Estella (Navarre)              | 60%    |
|                                            | Aoiz (Navarre)                 | 40%    |
|                                            | Cervera de Pisuerga (Palencia) | 40%    |
|                                            | Pampelune (Navarre)            | 38%    |
|                                            | Olot (Gérone)                  | 30%    |
|                                            | Laguardia (Alava)              | 30%    |
|                                            | Tafalla (Navarre)              | 25%    |
|                                            | Vic (Barcelone)                | 20%    |

Mesuré en termes de nombre de sièges aux Cortes, le soutien géographique au carlisme pendant la période de la Restauration fut extrêmement inégal ; il était absent dans la majeure partie du pays, mineurequoique plutôt constante dans certaines provinces et prospère seulement dans une région. En général, le carlisme a maintenu un certain potentiel électoral dans le croissant (ou triangle) nord-est s'étendant du golfe de Gascogne jusqu'au centre de la côte méditerranéenne en longeant les Pyrénées.
Le noyau dur de l'électorat carliste résidait dans les Vascongadas et la Navarre, qui élurent au total 94 députés, soit 65 % de tous les traditionalistes au Parlement. La Navarre élut 35 % des députés carlistes et apparaît comme la seule région où le mouvement domina la vie politique locale. Presque inexistant dans les années 1880, à la fin du siècle, le carlisme contrôlait environ 35 à 40 % des mandats navarrais disponibles ; au cours des deux premières décennies du XXe siècle, il devint une force majoritaire ; avec 60 à 80 % des sièges remportés à chaque campagne, il joua même le rôle d'arbitre de la vie politique locale, parvenant à contrôler l'ensemble des mandats attribués à la province grâce à des alliances formées avec d'autres partis,. En Navarre, le bastion carliste se trouvait dans le district d'Estella, le seul de la province (et l'un des trois en Espagne) où le carlisme remporta au total la majorité des sièges disponibles pendant toute la Restauration. Dans les Vascongadas le carlisme luttait pour la domination au Guipuscoa et en Alava :  au Guipuscoa, le mouvement obtint 33 mandats, soit 33 % des mandats provinciaux disponibles, et 22 % de tous les mandats carlistes remportés pendant la Restauracion. Deux bastions locaux étaient les districts ruraux d'Azpeitia et de Tolosa, qui enregistraient le taux de réussite carliste le plus élevé de toute l'Espagne. Dans la petite province d'Alava, les traditionalistes remportèrent au total 15 % des mandats disponibles, mais ils dominaient les élections locales, surtout au XIXe siècle. En Biscaye, la troisième Vasgongada, le succès du carlisme se détériora rapidement et seul un député carliste fut élu à deux reprises, à Durango.
| carlisme par région |                   |        |
| N°                  | région            | succès |
| 1                   | Navarre           | 36,4%  |
| 2                   | Vascongadas       | 15,7%  |
| 3                   | Catalogne         | 2,7%   |
| 4                   | Valence           | 1,7%   |
| 5                   | Baléares          | 1,4%   |
| 6                   | Vieille Castille  | 1,3%   |
| 7                   | Léon              | 0,4%   |
| 7                   | Asturies          | 0,4%   |
| 9                   | Andalousie        | 0,0%   |
| 9                   | Aragón            | 0,0%   |
| 9                   | Canaries          | 0,0%   |
| 9                   | Estrémadure       | 0,0%   |
| 9                   | Galice            | 0,0%   |
| 9                   | Murcie            | 0,0%   |
| 9                   | Nouvelle Castille | 0,0%   |

| carlisme par province |           |        |
| N°                    | province  | succès |
| 1                     | Navarre   | 36,4%  |
| 2                     | Guipúzcoa | 33,0%  |
| 3                     | Alava     | 15,0%  |
| 4                     | Palence   | 8,0%   |
| 5                     | Gérone    | 5,7%   |
| 6                     | Castellón | 2,9%   |
| 7                     | Barcelone | 2,5%   |
| 7                     | Tarragone | 2,5%   |
| 9                     | Valence   | 2,3%   |
| 10                    | Biscaye   | 1,7%   |

À l'échelle régionale, le carlisme eut une présence testimoniale (1 à 3 % des sièges disponibles) en Vieille-Castille et au Levant — Catalogne, Pays valencien et îles Baléares —. En Catalogne, les traditionalistes élurent 23 députés carlistes, soit 16 % du total des mandats légitimistes, mais seulement 3 % de tous les mandats disponibles dans la région. Dans les 4 provinces qui composent la région, à Gérone les carlistes obtinrent 6 % des mandats, à Barcelone et Tarragone 3 %, et seulement 1 % à Lérida. Hormis en 1907, la proportion de sièges catalans attribués aux carlistes oscillait entre 2 et 5 %. Le plus carliste de tous les districts catalans était Olot, suivi par Vic. La région valencienne était loin derrière la Catalogne en termes absolus (11) et en termes de taux de réussite. Un peu plus élevé dans la province de Castellón (3 %) que dans celle de Valence (2 %), où les carlistes avaient un succès relatif localement à Nules et dans la capitale. La campagne la plus réussie des carlistes valenciens fut celle de 1919, où, ils remportèrent trois mandats, soit 9 % des sièges. La petite région des Baléares élut 2 députés carlistes, à Palma. En Vieille-Castille, la performance carliste — 11 députés et 1,3% de tous les mandats disponibles — était principalement due à 8 triomphes à Cervera de Pisuerga, l'une des 5 circonscriptions électorales les plus carlistes du pays, permettant de ranger la provence de Palencia parmi les 5 provinces électorales les plus carlistes d'Espagne. Dans les provinces de Santander, Valladolid et Burgos, les carlistes réussirent à faire élire un député.

## Personnalités

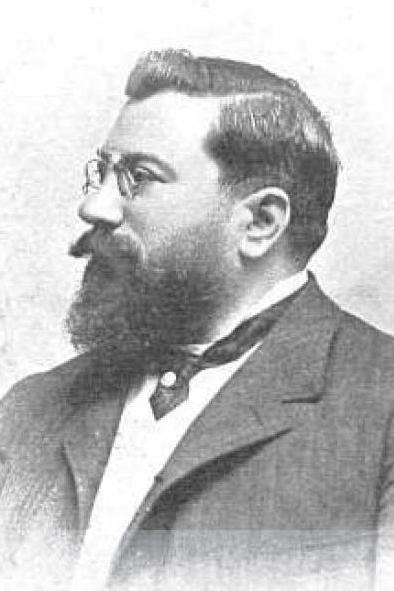
Juan Vázquez de Mella.

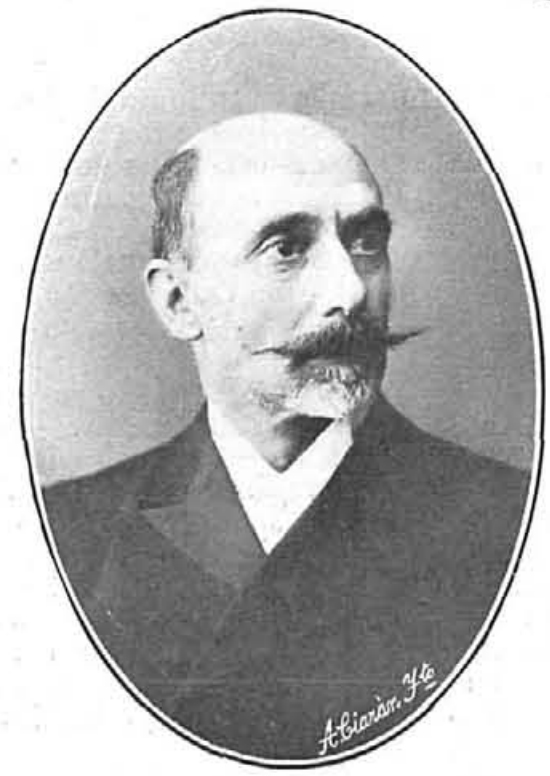
.

64 hommes furent élus députés carlistes tout au long de la période de la Restauration ; certains ne servirent qu'un mandat tandis que d'autres étaient des vétérans parlementaires. Les 4 députés les présents cumulent 25% de tous les mandats carlistes de la période. Joaquín Llorens y Fernández de Córdoba (en) fut élu 3 fois dans les circonscriptions levantines, avant de remplir 8 mandats consécutifs dans le fief navarrais d'Estella. Il est le député carliste qui cumula le plus de temps de mandat (24 ans), qui enchaîna la plus longue période de mandats consécutifs (18 ans) et qui fut élu le plus grande nombre de fois (11). Juan Vázquez de Mella fut élu 7 fois en Navarre et une fois à Oviedo. Matías Barrio fut chef politique carliste entre 1899 et 1909 ; au cours de la période 1891-1909 (sauf 1903-1905), il fut élu à Cervera de Pisuerga dans sa province de Palencia natale et dirigea la minorité carliste à la chambre basse. Le Valencien Manuel Senante représentait la branche intégriste du mouvement ; bienqu'originaire d'Alicante et installé dans la région, il fut pendant 16 ans continuellement candidat à Azpeitia et, avec Llorens, il est le député carliste élu le plus grand nombre de fois consécutives.
Cándido Nocedal ne se porta pas candidat après la défaite de 1876 dans la guerrre, le marquis de Cerralbo obtint un siège au Sénat grâce à sa grandesse d'Espagne, Matías Barrio se présenta entre 1901 et 1907 (en vain en 1903), Bartolomé Feliú réussit en 1910, Pascual Comín (en) ne concourut pas en 1919, Luis Hernando de Larramendi (en) perdit en 1920 et le marquis de Villores (es) fut obligé sur ordre du prétendant de s'abstenir en 1923. Les dirigeants des factions traditionalistes dissidentes eurent un succès relatif : le premier chef intégriste Ramón Nocedal remporta quatre fois un siège mais il connut aussi des défaites, son successeur Juan Olazábal Ramery ne participa pas aux campagnes électorales. Après sa rupture avec le carlisme officiel en 1919, Vázquez de Mella échoua.

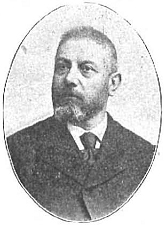
Matías Barrio y Mier

| Carlistes les plus élus            |                             |
| député                             | nombre de mandats remportés |
| Joaquín Llorens Fernández          | 11                          |
| Matías Barrio y Mier               | 8                           |
| Manuel Senante Martínez            | 8                           |
| Juan Vázquez de Mella              | 8                           |
| Luis García Guijarro (es)          | 5                           |
| Cesáreo Sanz Escartín (en)         | 5                           |
| Ramón Nocedal Romea                | 5                           |
| Narciso Batlle y Baró              | 4                           |
| Tomas Domínguez Romera             | 4                           |
| Pedro Llosas Badía                 | 4                           |
| José Sánchez Marco (es)            | 4                           |
| José de Suelves y de Montagut (es) | 4                           |
| Joaquín Baleztena Ascárate (es)    | 3                           |
| Esteban Bilbao Eguía               | 3                           |
| Miguel Irigaray Gorría (en)        | 3                           |
| Victor Pradera Larumbe             | 3                           |

À trois reprises, deux générations ont été députés carlistes : Ramón Ortiz de Zárate (es) et son Enrique, tous deux représentant Vitoria (Alava) au XIXe siècle ; José María Ampuero (en) à Durango ; Tomás Domínguez Romera (es) et son fils Tomás Domínguez Arévalo (le comte de Rodezno), représentaient le district navarrais d'Aoiz. 5 individus siégèrent au parlement avant et après la troisième guerre carliste. Certains hommes politiques ayant commencé leur carrière de député sous la Restauration servirent au Parlement jusqu'à la fin des années 1960, durant le franquisme, le cas le plus connu étant celui d'Esteban Bilbao, futur président du Parlement franquiste, soit une carrière législative s'étalant sur 49 années.[réf. nécessaire]
À partir de la promulgation de la loi électorale de 1907, certains candidats carlistes furent élus sans même nécessité d'organiser un vote, en vertu du fameux article 29 selon lequel dans les circonscriptions uninominales où un seul candidat concourait celui-ci devait être automatiquement proclamé élu. Cela concerna en tout 8 candidats en Navarre, et plus épisodiquement dans les districts d'Estella et d'Aoiz, les candidats rivaux potentiels reconnaissant la suprématie carliste et ne prenant alors même pas la peine de concourir ; cela se produisit également en faveur de Senante à Azpeitia ou de Llosas Badía à Olot. Joaquín Llorens remporta 99,51% des suffrages exprimés en 1907. Les députés carlistes étaient généralement des propriétaires fonciers, des avocats  des universitaires  et des journalistes, avec assez peu d'entrepreneurs  des fonctionnaires  et des militaires La plupart d’entre eux ont débuté leur carrière aux Cortes âgés d'une trentaine d'années.[réf. nécessaire]

## Sociologie électorale
Plusieurs études analysant la popularité plus ou moins forte du carlisme soulignent le rôle des conditions socio-économiques bien qu'avec des conclusions parfois contradictoires. Selon l’opinion majoritaire, le mouvement prospéra dans les zones rurales dotées de vastes communs et dominées par des exploitations de taille moyenne, au moins autosuffisantes mais généralement capables d’entrer sur le marché des échanges. Les propriétaires paysans, principale base sociale du carlisme et fréquents dans la ceinture nord du pays, y trouvaient un terrain économique favorable. Dans les régions où ce type de propriétés cédait la place à de plus petites parcelles, aux paysans sans terre, aux aparceros, aux journaliers, ou aux ouvriers agricoles — comme c'était le cas en Nouvelle-Castille ou en Andalousie, où vivaient de nombreux propriétaires fonciers —, le carlisme perdait sa base. Dans les zones industrialisées, la mobilité sociale qui en résultait effaçait les modes de vie traditionnels et le discours carliste y avait peu d'impact. Le prolétariat urbain en croissance rapide, bien que pas entièrement isolé de la propagande carliste , tendait plutôt à embrasser l’anarchisme et le socialisme.
Un autre facteur déterminant est d'ordre religieux et culturel. Le carlisme était fortement lié à la religiosité, fervente dans les provinces du Nord. Les masses paysannes démunies d’Estrémadure, d’Andalousie ou de Nouvelle-Castille avaient largement cessé d’être fervemment catholiques,. Les groupes de population sous une moindre emprise religieuse, comme les membres des classes moyennes socialement mobiles, qui dominaient culturellement et politiquement les communautés urbaines au début de la Restauration, sont tenus pour responsables de la perte de popularité du carlisme dans les centres urbaiins au XXe siècle. Au XXe siècle, la classe des ouvriers industriels est tenue pour responsable de la plus faible implantation de la religion et du carlisme dans les grandes zones métropolitaines à Madrid, Barcelone, Séville, Malaga, Saragosse ou Bilbao.[réf. à confirmer] La ville est diabolisée dans l'imaginaire traditionaliste. Toutefois, dans certaines zones comme en Galice, le mouvement était absent des zones rurales et ne se maintenait que dans les villes moyennes, comme Orense.

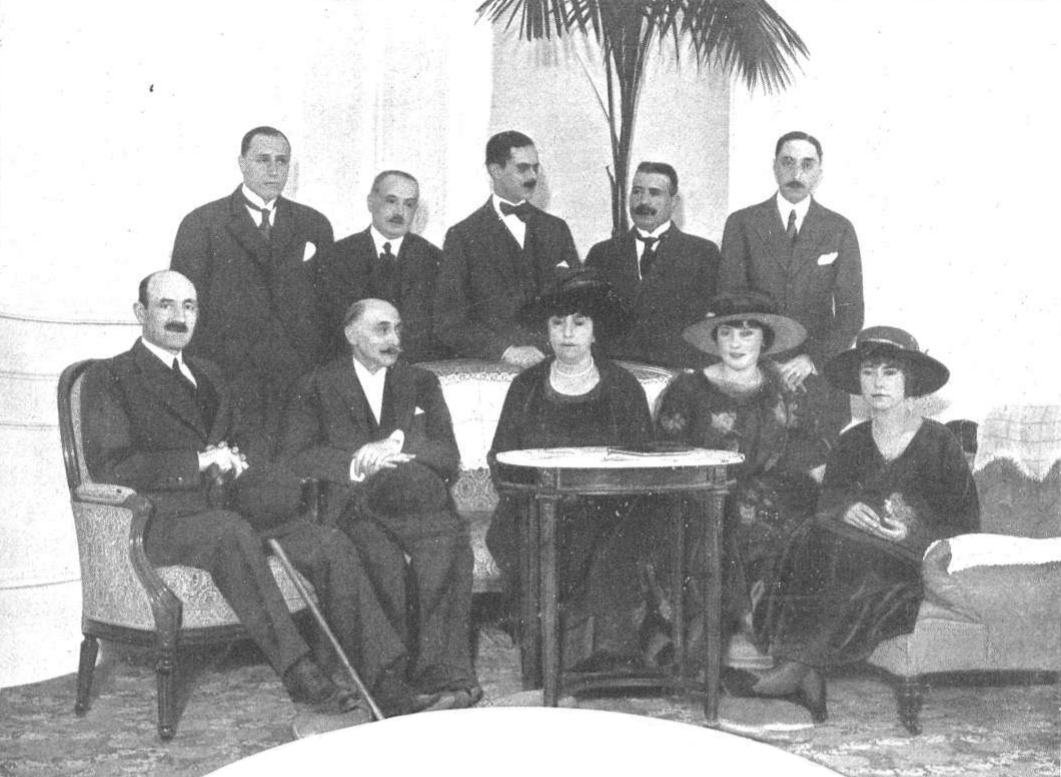
Députés carlistes avec Béatrice de Bourbon et Bourbon-Parme, sœur du prétendant Jacques de Bourbon en 1918.

Les spécialistes du carlisme et des régionalismes s’accordent sur le fait que jusqu’à un certain point, les deux mouvements se sont mutuellement soutenus. La discussion porte principalement sur la question de savoir si leur séparation commença lorsque les identités régionales cédèrent le pas à des liens ethniques ou bien plus tard, lorsque des communautés ethniques conscientisées adoptèrent des revendications nationalistes et politiques. Il n'est pas établi pourquoi l’interaction a été importante dans certaines régions, alors que dans d’autres — comme en Galice — elle est restée marginale. L’historiographie carliste des dernières décennies est marquée par un scepticisme croissant à l’égard de la mise au premier plan des conditions socio-économiques, désormais suspectées de darwinisme schématique et de simplifications excessives. Un auteur critique souligne l’émergence d’une « nouvelle histoire politique », mettant l'accent sur les modèles d’interaction familiale, la mentalité collective, les valeurs religieuses et morales, les facteurs anthropologiques comme les coutumes et d’autres éléments décrits comme des « microsystèmes de la vie quotidienne ». Eduardo González Calleja note un apparent retour de l’analyse politique comme principal axe de recherche. D’autres préfèrent analyser la sémiotique du discours culturel pour compréhendre la popularité du carlisme — également en termes électoraux — auprès des classes défavorisés.

## Liste des députés traditionalistes (1879-1923)

Armoiries carlistes.

| année | nom                                             | branche        | district            | province   | région           |
| ----- | ----------------------------------------------- | -------------- | ------------------- | ---------- | ---------------- |
| 1881  | Ortiz de Zárate, Ramón (es)                     | Indépendant    | Vitoria             | Alava      | Vascongadas      |
| 1896  | Ortiz de Zárate, Enrique                        | Parti carliste | Vitoria             | Alava      | Vascongadas      |
| 1903  | Mazarrasa Quintanilla, Antonio (en)             | Parti carliste | Laguardia           | Alava      | Vascongadas      |
| 1910  | Mazarrasa Quintanilla, Antonio (en)             | Indépendant    | Laguardia           | Alava      | Vascongadas      |
| 1907  | Alcocer, Celestino de (es)                      | Parti carliste | Laguardia           | Alava      | Vascongadas      |
| 1910  | Alcocer, Celestino de (es)                      | Parti carliste | Vitoria             | Alava      | Vascongadas      |
| 1918  | Artiñano y Galdácano, Gervasio de Artiñano (ca) | Parti carliste | Laguardia           | Alava      | Vascongadas      |
| 1919  | Artiñano y Galdácano, Gervasio de Artiñano (ca) | Indépendant    | Laguardia           | Alava      | Vascongadas      |
| 1893  | Gual y Doms de Torrella, Fausto (es)            | Parti carliste | Palma               | Baléares   | Baléares         |
| 1898  | Villalonga Mir y Despuig, Felipe (ca)           | Indépendant    | Palma               | Baléares   | Baléares         |
| 1891  | Llanza y de Pignatelli, Manuel de (es)          | Parti carliste | Vic                 | Barcelone  | Catalogne        |
| 1891  | Llauder, Luis María de                          | Parti carliste | Berga               | Barcelone  | Catalogne        |
| 1918  | González de Careaga, Ignacio (es)               | Parti carliste | Burgos              | Burgos     | Vieille-Castille |
| 1893  | Llorens y Fernández de Córdoba, Joaquín (es)    | Parti carliste | Morella             | Castellón  | Valence          |
| 1919  | Chicharro Sánchez-Guió, Jaime (en)              | Indépendant    | Nules               | Castellón  | Valence          |
| 1919  | Manglano y Cucaló de Montull, Joaquín (en)      | Indépendant    | Albocàsser          | Castellón  | Valence          |
| 1920  | Chicharro Sánchez-Guió, Jaime (en)              | Indépendant    | Nules               | Castellón  | Valence          |
| 1896  | Llorens y Fernández de Córdoba, Joaquín (es)    | Parti carliste | Olot                | Gérone     | Catalogne        |
| 1898  | Llorens y Fernández de Córdoba, Joaquín (es)    | Parti carliste | Olot                | Gérone     | Catalogne        |
| 1907  | Bofarull y de Palau, Manuel de (es)             | Parti carliste | Vilademuls          | Gérone     | Catalogne        |
| 1907  | Llosas Badía, Pedro (en)                        | Parti carliste | Olot                | Gérone     | Catalogne        |
| 1910  | Iglesias García, Dalmacio                       | Parti carliste | Gérone              | Gérone     | Catalogne        |
| 1910  | Llosas Badía, Pedro (en)                        | Parti carliste | Olot                | Gérone     | Catalogne        |
| 1914  | Llosas Badía, Pedro (en)                        | Parti carliste | Olot                | Gérone     | Catalogne        |
| 1916  | Llosas Badía, Pedro (en)                        | Parti carliste | Olot                | Gérone     | Catalogne        |
| 1879  | Altarriba y Villanueva, Ramón (en)              | Indépendant    | Azpeitia            | Guipuscoa  | Vascongadas      |
| 1886  | Altarriba y Villanueva, Ramón (en)              | Indépendant    | Azpeitia            | Guipuscoa  | Vascongadas      |
| 1891  | Ramery, Liborio de (es)                         | Intégrisme     | Zumaya              | Guipuscoa  | Vascongadas      |
| 1891  | Rezusta Avendaño, Benigno                       | Parti carliste | Tolosa              | Guipuscoa  | Vascongadas      |
| 1893  | Zubizarreta Olavarría, Eusebio (es)             | Parti carliste | Tolosa              | Guipuscoa  | Vascongadas      |
| 1896  | Arana y de Beláustegui, Joaquín María de        | Parti carliste | Azpeitia            | Guipuscoa  | Vascongadas      |
| 1901  | Aldama y Mendívil, Antonio (es)                 | Intégrisme     | Azpeitia            | Guipuscoa  | Vascongadas      |
| 1896  | Zubizarreta Olavarría, Eusebio (es)             | Parti carliste | Tolosa              | Guipuscoa  | Vascongadas      |
| 1899  | de Olazábal y Ramery, Juan                      | Intégrisme     | Azpeitia            | Guipuscoa  | Vascongadas      |
| 1899  | Pradera y Larumbe, Víctor                       | Indépendant    | Tolosa              | Guipuscoa  | Vascongadas      |
| 1901  | Pradera y Larumbe, Víctor                       | Parti carliste | Tolosa              | Guipuscoa  | Vascongadas      |
| 1903  | Arana y Beláustegui, Teodoro de (en)            | Parti carliste | Azpeitia            | Guipuscoa  | Vascongadas      |
| 1903  | Urquijo, Julio                                  | Parti carliste | Tolosa              | Guipuscoa  | Vascongadas      |
| 1907  | Díaz Aguado Salaberry, Rafael (en)              | Parti carliste | Tolosa              | Guipuscoa  | Vascongadas      |
| 1910  | Díaz Aguado Salaberry, Rafael (en)              | Parti carliste | Tolosa              | Guipuscoa  | Vascongadas      |
| 1916  | Bilbao y Eguía, Esteban                         | Parti carliste | Tolosa              | Guipuscoa  | Vascongadas      |
| 1918  | Bilbao y Eguía, Esteban                         | Parti carliste | Tolosa              | Guipuscoa  | Vascongadas      |
| 1920  | Oreja Elósegui, Ricardo (en)                    | Mellisme       | Tolosa              | Guipuscoa  | Vascongadas      |
| 1923  | Oreja Elósegui, Ricardo (en)                    | Mellisme       | Tolosa              | Guipuscoa  | Vascongadas      |
| 1923  | Urízar Eguiazu, Juan                            | Indépendant    | Vergara             | Guipuscoa  | Vascongadas      |
| 1907  | Alier Cassi, Lorenzo (en)                       | Parti carliste | Cervera             | Lérida     | Catalogne        |
| 1891  | Sanz Escartín, Cesáreo (en)                     | Parti carliste | Pampelune           | Navarre    | Navarre          |
| 1893  | Sanz Escartín, Cesáreo (en)                     | Parti carliste | Pampelune           | Navarre    | Navarre          |
| 1893  | Vázquez de Mella, Juan                          | Parti carliste | Estella             | Navarre    | Navarre          |
| 1896  | Irigaray Gorría, Miguel (en)                    | Parti carliste | Tudela              | Navarre    | Navarre          |
| 1896  | Sanz Escartín, Cesáreo (en)                     | Parti carliste | Pampelune           | Navarre    | Navarre          |
| 1896  | Vázquez de Mella, Juan                          | Parti carliste | Estella             | Navarre    | Navarre          |
| 1898  | Sanz Escartín, Cesáreo (en)                     | Parti carliste | Pampelune           | Navarre    | Navarre          |
| 1898  | Vázquez de Mella, Juan                          | Parti carliste | Estella             | Navarre    | Navarre          |
| 1901  | Nocedal Romea, Ramón                            | Intégrisme     | Pampelune           | Navarre    | Navarre          |
| 1901  | Irigaray Gorría, Miguel (en)                    | Parti carliste | Aoiz                | Navarre    | Navarre          |
| 1901  | Llorens y Fernández de Córdoba, Joaquín (es)    | Parti carliste | Estella             | Navarre    | Navarre          |
| 1901  | Sanz Escartín, Cesáreo (en)                     | Parti carliste | Pampelune           | Navarre    | Navarre          |
| 1903  | Bretón Rada, Francisco Javier                   | Parti carliste | Tafalla             | Navarre    | Navarre          |
| 1903  | Gil Robles, Enrique                             | Parti carliste | Pampelune           | Navarre    | Navarre          |
| 1903  | Irigaray Gorría, Miguel (en)                    | Parti carliste | Aoiz                | Navarre    | Navarre          |
| 1903  | Llorens y Fernández de Córdoba, Joaquín (es)    | Parti carliste | Estella             | Navarre    | Navarre          |
| 1905  | Domínguez Romera, Tomás (en)                    | Parti carliste | Aoiz                | Navarre    | Navarre          |
| 1905  | Llorens y Fernández de Córdoba, Joaquín (es)    | Parti carliste | Estella             | Navarre    | Navarre          |
| 1905  | Vázquez de Mella, Juan                          | Parti carliste | Pampelune           | Navarre    | Navarre          |
| 1907  | Castillo Piñeiro, Eduardo                       | Parti carliste | Tudela              | Navarre    | Navarre          |
| 1907  | Domínguez Romera, Tomás (en)                    | Parti carliste | Aoiz                | Navarre    | Navarre          |
| 1907  | Feliú y Pérez, Bartolomé                        | Parti carliste | Tafalla             | Navarre    | Navarre          |
| 1907  | Llorens y Fernández de Córdoba, Joaquín (es)    | Parti carliste | Estella             | Navarre    | Navarre          |
| 1907  | Vázquez de Mella, Juan                          | Parti carliste | Pampelune           | Navarre    | Navarre          |
| 1910  | Domínguez Romera, Tomás (en)                    | Parti carliste | Aoiz                | Navarre    | Navarre          |
| 1910  | Feliú y Pérez, Bartolomé                        | Parti carliste | Tafalla             | Navarre    | Navarre          |
| 1910  | Llorens y Fernández de Córdoba, Joaquín (es)    | Parti carliste | Estella             | Navarre    | Navarre          |
| 1910  | Sáenz y Fernández Cortina, Lorenzo (es)         | Parti carliste | Tudela              | Navarre    | Navarre          |
| 1910  | Vázquez de Mella, Juan                          | Parti carliste | Pampelune           | Navarre    | Navarre          |
| 1914  | Domínguez Romera, Tomás (en)                    | Parti carliste | Aoiz                | Navarre    | Navarre          |
| 1914  | Llorens y Fernández de Córdoba, Joaquín (es)    | Parti carliste | Estella             | Navarre    | Navarre          |
| 1914  | Martínez Lope-García, Gabino                    | Parti carliste | Pampelune           | Navarre    | Navarre          |
| 1914  | Vázquez de Mella, Juan                          | Parti carliste | Pampelune           | Navarre    | Navarre          |
| 1916  | Domínguez Arévalo, Tomás                        | Parti carliste | Aoiz                | Navarre    | Navarre          |
| 1916  | Llorens y Fernández de Córdoba, Joaquín (es)    | Parti carliste | Estella             | Navarre    | Navarre          |
| 1916  | Martínez Lope-García, Gabino                    | Parti carliste | Tafalla             | Navarre    | Navarre          |
| 1916  | Santesteban Salvador, Juan                      | Parti carliste | Pampelune           | Navarre    | Navarre          |
| 1918  | Domínguez Arévalo, Tomás                        | Parti carliste | Aoiz                | Navarre    | Navarre          |
| 1918  | Llorens y Fernández de Córdoba, Joaquín (es)    | Parti carliste | Estella             | Navarre    | Navarre          |
| 1918  | Pradera y Larumbe, Víctor                       | Parti carliste | Pampelune           | Navarre    | Navarre          |
| 1919  | Baleztena Azcárate, Joaquín (en)                | Parti carliste | Pampelune           | Navarre    | Navarre          |
| 1920  | Baleztena Azcárate, Joaquín (en)                | Parti carliste | Pampelune           | Navarre    | Navarre          |
| 1920  | Bilbao y Eguía, Esteban                         | Parti carliste | Estella             | Navarre    | Navarre          |
| 1923  | Baleztena Azcárate, Joaquín (en)                | Indépendant    | Pampelune           | Navarre    | Navarre          |
| 1916  | Vázquez de Mella, Juan                          | Parti carliste | Oviedo              | Oviedo     | Asturies         |
| 1891  | Barrio y Mier, Matías                           | Parti carliste | Cervera de Pisuerga | Palencia   | Vieille-Castille |
| 1893  | Barrio y Mier, Matías                           | Parti carliste | Cervera de Pisuerga | Palencia   | Vieille-Castille |
| 1896  | Barrio y Mier, Matías                           | Parti carliste | Cervera de Pisuerga | Palencia   | Vieille-Castille |
| 1898  | Barrio y Mier, Matías                           | Parti carliste | Cervera de Pisuerga | Palencia   | Vieille-Castille |
| 1899  | Barrio y Mier, Matías                           | Indépendant    | Cervera de Pisuerga | Palencia   | Vieille-Castille |
| 1901  | Barrio y Mier, Matías                           | Parti carliste | Cervera de Pisuerga | Palencia   | Vieille-Castille |
| 1905  | Barrio y Mier, Matías                           | Parti carliste | Cervera de Pisuerga | Palencia   | Vieille-Castille |
| 1907  | Barrio y Mier, Matías                           | Parti carliste | Cervera de Pisuerga | Palencia   | Vieille-Castille |
| 1893  | Aguilera y Gamboa, Gonzalo de (es)              | Parti carliste | Laguardia           | Alava      | Vascongadas      |
| 1903  | Sánchez del Campo, Juan Antonio (es)            | Intégrisme     | Salamanque          | Salamanque | Léon             |
| 1916  | Solana González-Camino, Marcial (en)            | Indépendant    | Santander           | Santander  | Vieille-Castille |
| 1896  | Suelves y de Montagut, José de (en)             | Parti carliste | Tarragone           | Tarragone  | Catalogne        |
| 1901  | Suelves y de Montagut, José de (en)             | Parti carliste | Tarragone           | Tarragone  | Catalogne        |
| 1907  | Suelves y de Montagut, José de (en)             | Parti carliste | Tarragone           | Tarragone  | Catalogne        |
| 1896  | Polo y Peyrolón, Manuel                         | Parti carliste | Valence             | Valence    | Valence          |
| 1914  | Simó Marín, Manuel (en)                         | Parti carliste | Valence             | Valence    | Valence          |
| 1916  | García Guijarro, Luis (en)                      | Parti carliste | Valence             | Valence    | Valence          |
| 1923  | García Guijarro, Luis (en)                      | Mellisme       | Valence             | Valence    | Valence          |
| 1918  | García Guijarro, Luis (en)                      | Parti carliste | Valence             | Valence    | Valence          |
| 1881  | Ampuero y del Río, José María (en)              | Indépendant    | Durango             | Biscaye    | Vascongadas      |
| 1916  | Ampuero y del Río, José Joaquín (en)            | Parti carliste | Durango             | Biscaye    | Vascongadas      |
| 1905  | Sánchez Marco, José (en)                        | Intégrisme     | Azpeitia            | Guipuscoa  | Vascongadas      |
| 1907  | Senante y Martínez, Manuel                      | Intégrisme     | Azpeitia            | Guipuscoa  | Vascongadas      |
| 1910  | Senante y Martínez, Manuel                      | Intégrisme     | Azpeitia            | Guipuscoa  | Vascongadas      |
| 1914  | Senante y Martínez, Manuel                      | Intégrisme     | Azpeitia            | Guipuscoa  | Vascongadas      |
| 1916  | Senante y Martínez, Manuel                      | Intégrisme     | Azpeitia            | Guipuscoa  | Vascongadas      |
| 1918  | Senante y Martínez, Manuel                      | Intégrisme     | Azpeitia            | Guipuscoa  | Vascongadas      |
| 1919  | Senante y Martínez, Manuel                      | Intégrisme     | Azpeitia            | Guipuscoa  | Vascongadas      |
| 1920  | Senante y Martínez, Manuel                      | Intégrisme     | Azpeitia            | Guipuscoa  | Vascongadas      |
| 1923  | Senante y Martínez, Manuel                      | Intégrisme     | Azpeitia            | Guipuscoa  | Vascongadas      |
| 1893  | Campión Jaimebon, Arturo                        | Intégrisme     | Pampelune           | Navarre    | Navarre          |
| 1903  | Nocedal Romea, Ramón                            | Intégrisme     | Pampelune           | Navarre    | Navarre          |
| 1905  | Nocedal Romea, Ramón                            | Intégrisme     | Pampelune           | Navarre    | Navarre          |
| 1891  | Nocedal Romea, Ramón                            | Intégrisme     | Azpeitia            | Guipuscoa  | Vascongadas      |
| 1893  | Nocedal Romea, Ramón                            | Intégrisme     | Azpeitia            | Guipuscoa  | Vascongadas      |
| 1907  | Sánchez Marco, José (en)                        | Intégrisme     | Pampelune           | Navarre    | Navarre          |
| 1910  | Sánchez Marco, José (en)                        | Intégrisme     | Pampelune           | Navarre    | Navarre          |
| 1914  | Sánchez Marco, José (en)                        | Intégrisme     | Pampelune           | Navarre    | Navarre          |
| 1923  | Garrán Moso, Justo (es)                         | Indépendant    | Tafalla             | Navarre    | Navarre          |
| 1901  | Sánchez del Campo, Juan Antonio (es)            | Intégrisme     | Salamanque          | Salamanque | Léon             |
| 1898  | Suelves y de Montagut, José de (en)             | Parti carliste | Tarragone           | Tarragone  | Catalogne        |
| 1919  | Garrán Moso, Justo (es)                         | Indépendant    | Valladolid          | Valladolid | Vieille-Castille |
| 1919  | González de Careaga, Ignacio (es)               | Mellisme       | Tolosa              | Guipuscoa  | Vascongadas      |
| 1919  | Juaristi Landaida, José María                   | Mellisme       | Vergara             | Guipuscoa  | Vascongadas      |
| 1919  | García Guijarro, Luis (en)                      | Mellisme       | Valence             | Valence    | Valence          |
| 1920  | García Guijarro, Luis (en)                      | Mellisme       | Valence             | Valence    | Valence          |
| 1907  | Bordas Flaquer, Mariano (es)                    | Parti carliste | Berga               | Barcelone  | Catalogne        |
| 1907  | Junyent Rovira, Miguel (es)                     | Parti carliste | Vic                 | Barcelone  | Catalogne        |
| 1918  | Batlle y Baró, Narciso (ca)                     | Parti carliste | Barcelone           | Barcelone  | Catalogne        |
| 1918  | Trías Comas, Bartolomé (es)                     | Parti carliste | Vic                 | Barcelone  | Catalogne        |
| 1919  | Batlle y Baró, Narciso (ca)                     | Parti carliste | Barcelone           | Barcelone  | Catalogne        |
| 1919  | Trías Comas, Bartolomé (es)                     | Parti carliste | Vic                 | Barcelone  | Catalogne        |
| 1907  | Lamamié de Clairac y Trespalacios, Juan (es)    | Intégrisme     | Salamanque          | Salamanque | Léon             |
| 1920  | Batlle y Baró, Narciso (ca)                     | Parti carliste | Barcelone           | Barcelone  | Catalogne        |
| 1923  | Batlle y Baró, Narciso (ca)                     | Indépendant    | Barcelone           | Barcelone  | Catalogne        |